# Ambasciatori norvegesi in Italia

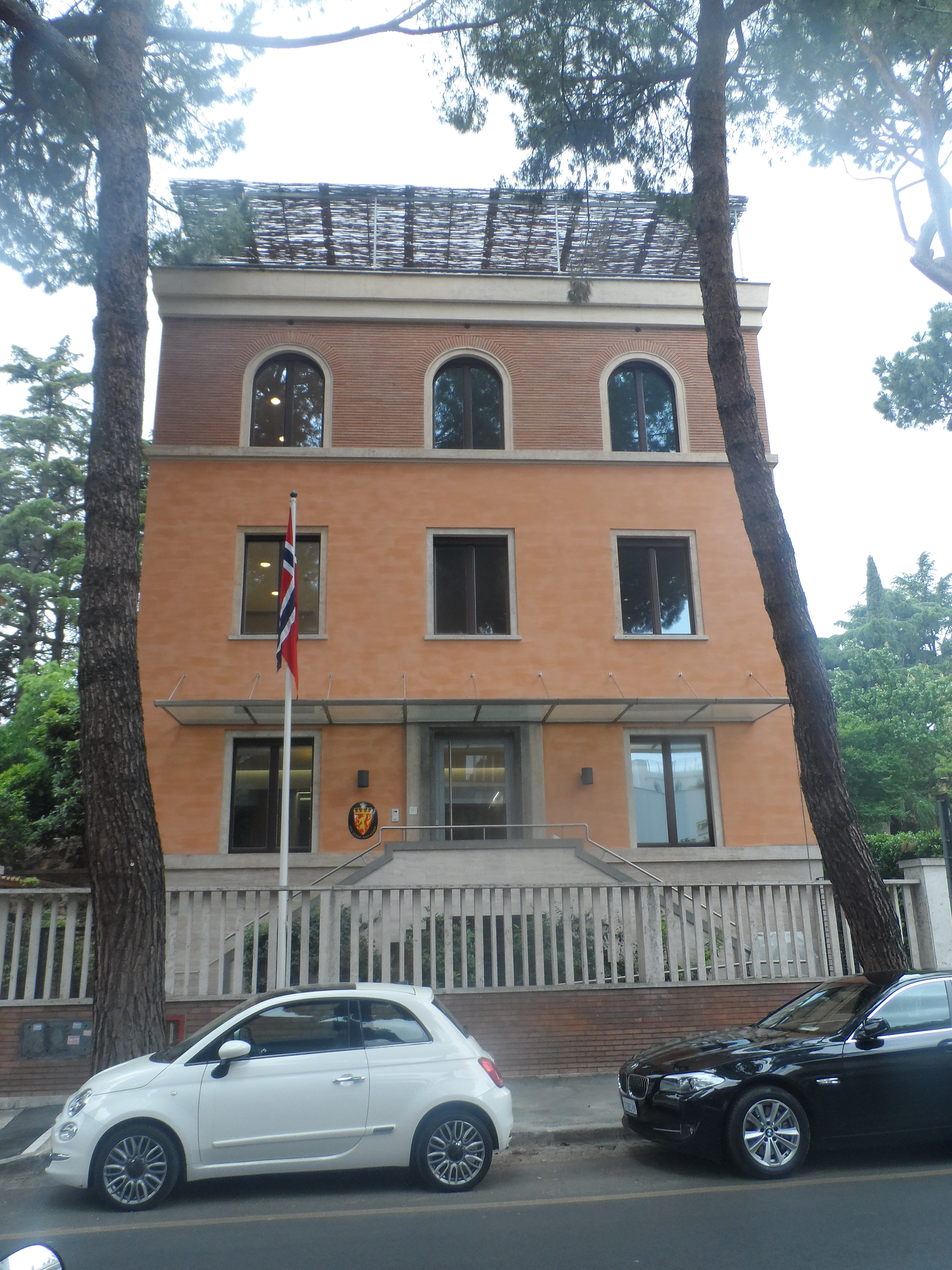

L'ambasciatore norvegese in Italia (in norvegese: Norsk ambassadør i Italia) o ambasciatore di Norvegia in Italia (Norge ambassadør i Italia) e ufficialmente ambasciatore del Regno di Norvegia presso la Repubblica Italiana (Ambassadør for kongeriket Norge til den italienske republikk) è il capo della missione diplomatica del Regno di Norvegia nella Repubblica Italiana.
L'ambasciatore ha sede a Roma al n°7 di via delle Terme Deciane. Dal 8 settembre 2017 l'ambasciatore della Norvegia in Italia è  Margit Fredrikke Tveiten, con incarichi anche per Albania, San Marino e Malta.

## Storia
Dal 1905, anno dell'indipendenza dello Stato norvegese dal regno di Svezia-Norvegia, fino alla seconda guerra mondiale le relazioni diplomatiche nel Regno d'Italia furono assolte dal capo missione del giovane regno di Norvegia a Berna. Prima del 1905 le relazioni tra le due nazioni erano affidate rispettivamente all'ambasciatore dano-norvegese, fino al 1814, e a quello svedese-norvegese, dal 1814 al 1905: gli interessi tra Italia e Norvegia riguardavano principalmente l'esportazione di pesce.
Dopo il secondo conflitto mondiale, un diplomatico norvegese fu dedicato ai rapporti in Italia, inizialmente con il rango di ministro plenipotenziario. Soltanto nel 1956 questi venne elevato al grado di ambasciatore.

## Lista degli ambasciatori
Quella che segue è una lista degli capi missione norvegesi in Italia.
| Periodo          | Titolo                                 | Capo missione                    | Sede | Nominato dal governo  | Accreditato da          | Note |
| ---------------- | -------------------------------------- | -------------------------------- | ---- | --------------------- | ----------------------- | ---- |
| 1946 - 1947      | Inv. str. e min. plenip.               | Sigurd Bentzon                   | Roma | Einar Gerhardsen      | Governo De Gasperi II   |      |
| 1947 - 1953      | Inv. str. e min. plenip.               | Hans Heinrich Theodor Fay        | Roma | Einar Gerhardsen      | Governo De Gasperi III  |      |
| 1953 - 1959      | Inv. str. e min. plenip. Amb. dal 1956 | Rolf Andersen                    | Roma | Oscar Torp            | Governo De Gasperi VIII |      |
| 1959 - 1961      | Amb.                                   | Per Preben Prebensen             | Roma | Einar Gerhardsen      | Governo Segni II        |      |
| 1961 - 1965      | Amb.                                   | Thore Albert Boye                | Roma | Einar Gerhardsen      | Governo Fanfani III     |      |
| 1965 - 1973      | Amb.                                   | Johan Georg Alexius Ræder        | Roma | Per Borten            | Governo Moro II         |      |
| 1973 - 1978      | Amb.                                   | Arne Christian Gunneng           | Roma | Trygve Bratteli       | Governo Rumor IV        |      |
| 1978 - 1981      | Amb.                                   | Søren Christian Sommerfelt       | Roma | Odvar Nordli          | Governo Andreotti IV    |      |
| 1981 - 1984      | Amb.                                   | Asbjørn Skarstein                | Roma | Kåre Willoch          | Governo Spadolini I     |      |
| 1984 - 1993      | Amb.                                   | Torbjørn Kristoffer Christiansen | Roma | Kåre Willoch          | Governo Craxi I         |      |
| 1993 - 1996      | Amb.                                   | Jan Edmund Nyheim                | Roma | Gro Harlem Brundtland | Governo Ciampi          |      |
| 1996 - 2002      | Amb.                                   | Geir Grung                       | Roma | Thorbjørn Jagland     | Governo Prodi I         |      |
| 2002 - 2006      | Amb.                                   | Eva Bugge                        | Roma | Kjell Magne Bondevik  | Governo Berlusconi II   |      |
| 2006 - 2011      | Amb.                                   | Einar Bull                       | Roma | Jens Stoltenberg      | Governo Prodi II        |      |
| 2011 - 2017      | Amb.                                   | Bjørn Trygve Grydeland           | Roma | Jens Stoltenberg      | Governo Monti           |      |
| 2017 - 2021      | Amb.                                   | Margit Fredrikke Tveiten         | Roma | Erna Solberg          | Governo Gentiloni       |      |
| 2021 - in carica | Amb.                                   | Johan Vibe                       | Roma | Erna Solberg          | Governo Draghi          |      |

## Altre sedi diplomatiche della Norvegia in Italia
Oltre l'ambasciata a Roma, esiste un'estesa rete consolare del regno di Norvegia nel territorio italiano:
| Tipologia                   | Sede                  | Note |
| --------------------------- | --------------------- | ---- |
| Consolato onorario          | Bari                  |      |
| Consolato onorario          | Bologna               |      |
| Consolato onorario          | Cagliari              |      |
| Consolato onorario          | Firenze               |      |
| Consolato onorario          | Genova                |      |
| Consolato onorario          | La Spezia             |      |
| Consolato onorario          | Messina               |      |
| Consolato generale onorario | Milano                |      |
| Consolato generale onorario | Napoli                |      |
| Consolato generale onorario | Palermo               |      |
| Consolato onorario          | Savona                |      |
| Consolato onorario          | Torino                |      |
| Consolato onorario          | Trieste               |      |
| Consolato onorario          | Venezia               |      |
| Consolato generale          | San Giovanni ( Malta) |      |